# Disophrys flaviceps
Disophrys flaviceps är en stekelart som beskrevs av Szepligeti 1914. Disophrys flaviceps ingår i släktet Disophrys och familjen bracksteklar. Inga underarter finns listade i Catalogue of Life.